# Bezirk Weißensee
Der Bezirk Weißensee  war von 1920 bis 2000 ein Verwaltungsbezirk von Berlin. Er umfasste während der ganzen Zeit seines Bestehens den Ortsteil Weißensee, daneben weitere Ortsteile, die 1985 ausgetauscht wurden. Das Gebiet des Bezirks in der zuletzt bestehenden Form gehört seit dem 1. Januar 2001 zum Bezirk Pankow, die 1985 abgetrennten Ortsteile zum Bezirk Lichtenberg.

## Lage
Der Bezirk Weißensee in dem seit 1985 bestehenden Umfang grenzte im Westen und Norden an den alten Bezirk Pankow, im Nordosten an das Land Brandenburg, im Osten an den Bezirk Hohenschönhausen und im Süden an den Bezirk Prenzlauer Berg. Heute bildet das Gebiet des ehemaligen Bezirks den östlichen Teil des Bezirks Pankow.

## Geschichte
Bei der Bildung von Groß-Berlin im Jahr 1920 wurde aus den folgenden bis dahin zum Landkreis Niederbarnim gehörenden Gebieten der 18. Verwaltungsbezirk gebildet:
- Landgemeinde Weißensee (45.949 Einwohner)
- Landgemeinde Hohenschönhausen (6.734 Einwohner)
- Landgemeinde Malchow (486 Einwohner)
- Gutsbezirk Malchow (363 Einwohner)
- Landgemeinde Wartenberg (244 Einwohner)
- Gutsbezirk Wartenberg (152 Einwohner)
- Landgemeinde Falkenberg (351 Einwohner)
- Gutsbezirk Falkenberg (348 Einwohner)

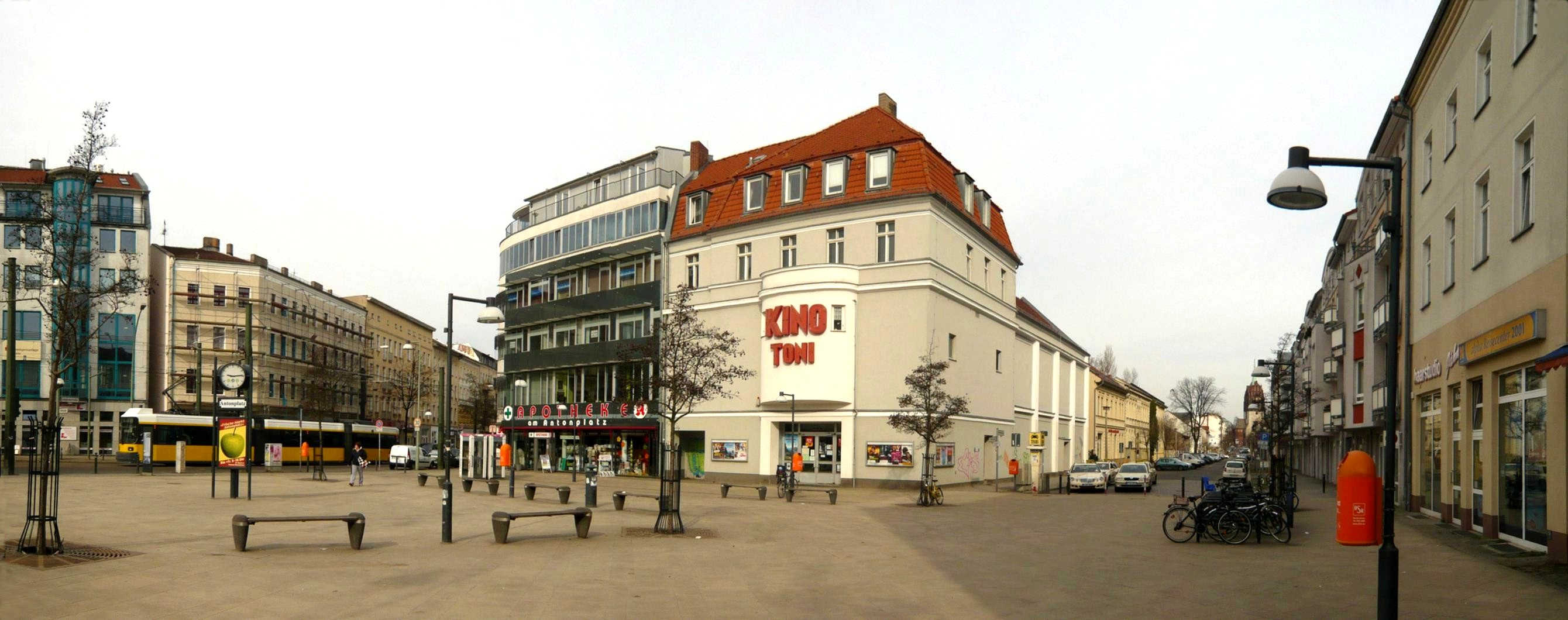
Der Antonplatz in Weißensee

Nach seinem bevölkerungsreichsten Ortsteil erhielt der Bezirk den Namen Weißensee. 
Zum Ende des Zweiten Weltkriegs wurde der Bezirk Weißensee am 23. April 1945 von sowjetischen Streitkräften eingenommen. Der Bezirk wurde anschließend Teil des Sowjetischen Sektors von Berlin und gehörte somit bis 1990 zu Ost-Berlin.
Am 5. Januar 1979 gab der Bezirk Weißensee den östlichen, aus ehemaligen Rieselfeldern bestehenden Teil des Ortsteils Falkenberg an den neuen Stadtbezirk Marzahn ab. Mitte der 1980er Jahre kam es zu einer grundlegenden Neuordnung der Stadtbezirke im Berliner Nordosten. Die Ortsteile Hohenschönhausen, Wartenberg, Falkenberg sowie der alte Dorfkern von Malchow und die Siedlung Margarethenhöhe schieden am 1. September 1985 aus dem Stadtbezirk Weißensee aus und bildeten den neuen Stadtbezirk Hohenschönhausen. Die Stadtrandsiedlung Malchow und die Kleingartenanlage Märchenland verblieben im Bezirk Weißensee. Am 1. Januar 1986 wurden die Ortsteile Heinersdorf, Karow und Blankenburg aus dem Stadtbezirk Pankow in den Stadtbezirk Weißensee umgegliedert.
Zum 1. Januar 2001 wurde der Bezirk Weißensee mit dem Bezirk Prenzlauer Berg sowie dem alten Bezirk Pankow zum neuen Bezirk Pankow zusammengeschlossen.

## Einwohnerentwicklung

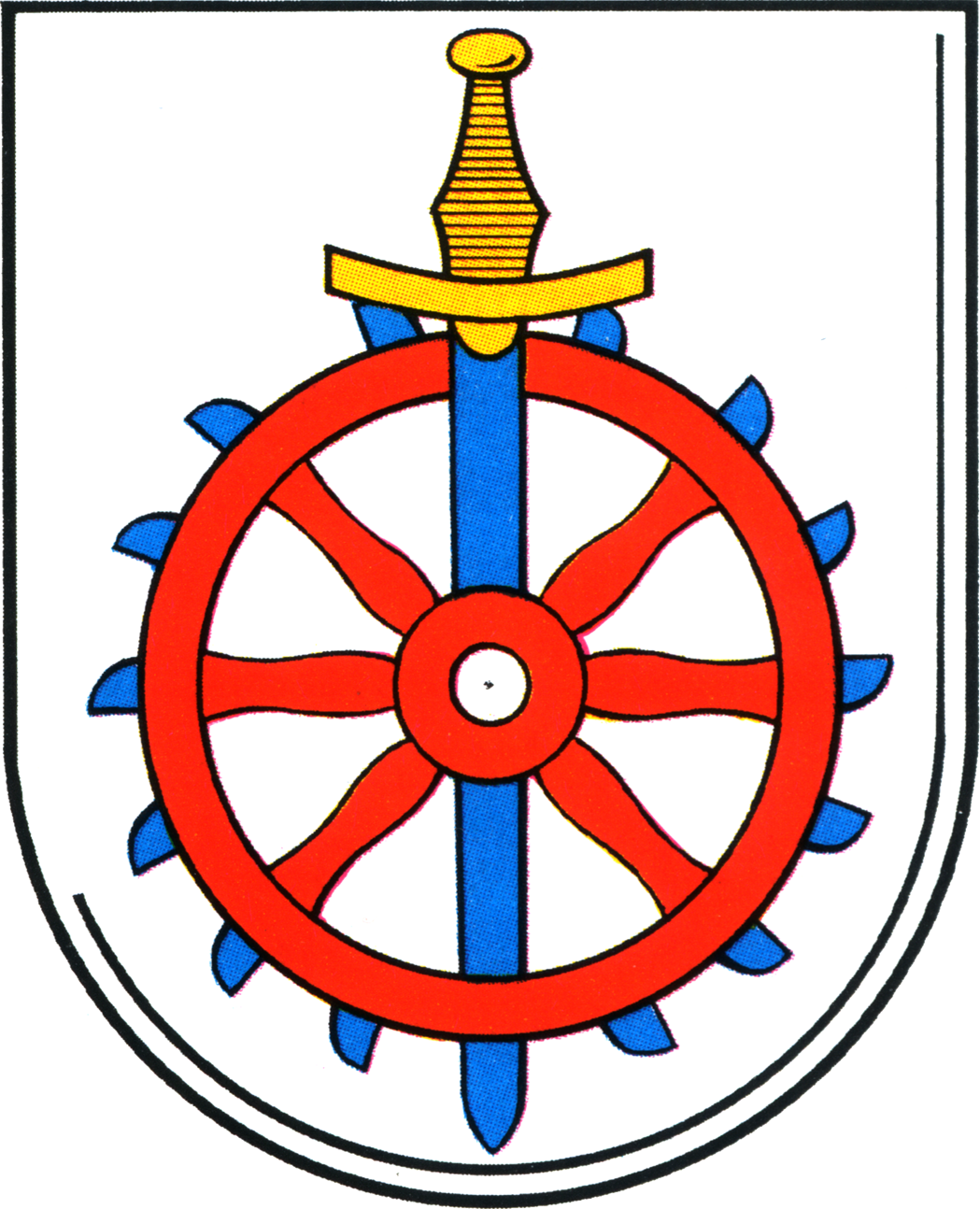
Das Wappen des Bezirks Weißensee von 1987

| Jahr | Einwohner |
| ---- | --------- |
| 1925 | 54.627    |
| 1933 | 81.565    |
| 1939 | 90.277    |
| 1946 | 82.017    |
| 1950 | 84.730    |
| 1955 | 81.400    |
| 1960 | 75.928    |
| 1965 | 80.548    |

| Jahr | Einwohner  |
| ---- | ---------- |
| 1970 | 080.791    |
| 1975 | 078.027    |
| 1980 | 096.023    |
| 1984 | 102.338    |
| 1985 | 0060.576 1 |
| 1990 | 051.700    |
| 1995 | 054.590    |
| 2000 | 075.582    |

## Wahlen zur Bezirksverordnetenversammlung
Stimmenanteile der Parteien in Prozent:
| Jahr | DVP1 | USPD | SPD  | KPD  | Zen | DNVP | DDP | NSDAP |
| ---- | ---- | ---- | ---- | ---- | --- | ---- | --- | ----- |
| 1921 | 42,0 | 25,2 | 18,5 | 10,0 | 4,3 |      |     |       |
| 1925 | 06,6 | 01,4 | 32,0 | 20,3 | 4,0 | 19,9 | 6,1 |       |
| 1929 | 05,3 |      | 28,2 | 28,0 | 4,2 | 15,0 | 3,8 | 03,8  |
| 1933 |      |      | 20,7 | 22,7 | 5,1 | 09,3 |     | 40,8  |

1Gemeinsames Ergebnis von DVP, DNVP und DDP
| Jahr | SPD  | SED  | CDU  | LDP |
| ---- | ---- | ---- | ---- | --- |
| 1946 | 40,8 | 30,9 | 20,6 | 7,7 |

| Jahr | SPD  | PDS  | CDU  | FDP | Grüne |
| ---- | ---- | ---- | ---- | --- | ----- |
| 1992 | 39,3 | 18,5 | 18,3 | 4,0 | 14,4  |
| 1995 | 28,7 | 26,7 | 25,6 | 1,3 | 11,1  |
| 1999 | 22,1 | 33,3 | 31,0 | 1,0 | 05,6  |

## Bezirksbürgermeister
| Zeitraum   | Name               | Partei |
| ---------- | ------------------ | ------ |
| 1921–1933  | Emil Pfannkuch     | SPD    |
| 1933–1934  | Ernst Neumann      | NSDAP  |
| 1934–1941  | Günther Axhausen   | NSDAP  |
| 1941–1945  | Wilhelm Petzold    | NSDAP  |
| April 1945 | Jakob Kaszewski    |        |
| 1945–1946  | Max Knappe         |        |
| 1946–1948  | Wilhelm Reimann    | SPD    |
| 1948–1953  | Hermann Solbach    | CDU    |
| 1953–1959  | Franz Wehner       | SED    |
| 1959–1969  | Johanna Kuzia      | SED    |
| 1969–1983  | Joachim Hoffmann   | SED    |
| 1983–1990  | Ingeborg Podßuweit | SED    |
| 1990       | Dietmar Tuschy     |        |
| 1990–2000  | Gert Schilling     | SPD    |

## Städtepartnerschaften
Aschkelon (Israel)